# Juan Escobar (Fußballspieler)
Juan Marcelo Escobar Chena (* 11. Juli 1995 in Luque) ist ein paraguayischer Fußballspieler auf der Position eines Verteidigers.

## Karriere

### Verein
Escobar begann seine fußballerische Laufbahn bei seinem Heimatverein Sportivo Luqueño, bei dem er von 2014 bis 2017 unter Vertrag stand. Zum Kalenderjahr 2018 wechselte Escobar zum Ligarivalen Club Cerro Porteño, mit dem er dreimal in Folge Vizemeister hinter seinem Erzrivalen Club Olimpia wurde, gegen den der Superclásico del Fútbol Paraguayo bestritten wird.
Mitte 2019 verschlug es Escobar nach Mexiko, wo er seither beim Hauptstadtverein CD Cruz Azul unter Vertrag steht. Mit den Cementeros gewann Escobar im Torneo Guard1anes 2021 die mexikanische Fußballmeisterschaft und trug somit dazu bei, dass einer der populärsten Vereine des Landes nach einer 24-jährigen Durststrecke endlich wieder einen Meistertitel erzielen konnte.

### Nationalmannschaft
Seinen ersten Länderspieleinsatz hatte Escobar in einem am 1. Juli 2017 ausgetragenen Testspiel gegen Mexiko, das 1:2 verloren wurde. 
Bisheriger Höhepunkt seiner Länderspielkarriere war die Teilnahme an der Copa América 2019, bei der im Vorrundenspiel gegen Argentinien (1:1) Einsatz kam und auch im Viertelfinale gegen den späteren Turniersieger Brasilien mitwirkte. Dieses Spiel verlor Paraguay nach einer torlosen Begegnung erst im Elfmeterschießen.

## Erfolge
CD Cruz Azul
- Mexikanischer Meister: Guard1anes 2021